# Frances Parthenope Verney
Frances Parthenope Verney (* 19. April 1819 in Neapel; † 12. Mai 1890), auch bekannt als Parthenope Nightingale, war eine britische Schriftstellerin und Journalistin. Sie war die ältere Schwester von Florence Nightingale, der Begründerin der modernen westlichen Krankenpflege. Anders als ihre jüngere Schwester rebellierte Parthenope nicht gegen die konventionelle Lebensweise, die sie als Frau der oberen Mittelschicht führte. Der Schriftstellerei wandte sie sich erst zu, nachdem sie den verwitweten Harry Verney, 2. Baronet geheiratet hatte. Ihr Werk über die Familie Verney im 17. Jahrhundert wurde von ihrer Stiefschwiegertochter Margaret Verney vollendet und publiziert. Zu ihrer Arbeit gehören mehrere historische Romane. Als Lady Verney veranlasste sie auch die umfangreichen Umbauten am Claydon House in Buckinghamshire.

## Leben

### Familienhintergrund und Kindheit

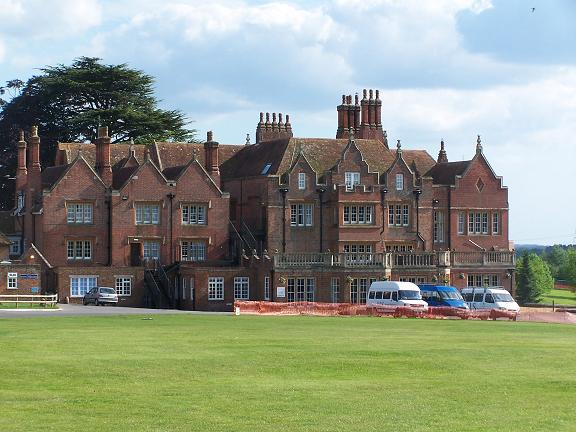
Embley Park, der Hauptwohnsitz der Familie Nightingale

Parthenope Nightingales Mutter Fanny entstammte einer politisch liberalen Familie. Der Großvater mütterlicherseits, der Kaufmann und Politiker William Smith, setzte sich im House of Commons für die Rechte der unteren Schichten, die weltweite Ächtung der Sklaverei und Religionsfreiheit ein. Der Vater war William Edward Nightingale, der 1815 ein beträchtliches Vermögen von einem Onkel geerbt hatte und entsprechend den Bestimmungen des Testaments seinen Nachnamen von Shore in Nightingale änderte. Er war ein Schulfreund von Fanny Smiths jüngerem Bruder Octavius und lernte 1811 seine spätere, sechs Jahre ältere Frau kennen. William Nightingale und Fanny Smith heirateten 1818 und reisten unmittelbar nach der Hochzeit zwei Jahre durch Europa. 
Parthenope wurde 1819 in Neapel geboren und nach der griechischen Bezeichnung für ihre Geburtsstadt benannt. Ihre jüngere Schwester Florence kam am 20. Mai 1820 in Florenz zur Welt. Wie bereits bei ihrer älteren Tochter wählte das Ehepaar Nightingale für ihre junge Tochter einen Vornamen nach der Geburtsstadt aus. Die Familie kehrte im Winter 1820 nach Großbritannien zurück und ließ sich zunächst in Lea Hurst in der Grafschaft Derbyshire nieder. Fanny Nightingale empfand die dortigen Winter jedoch als zu streng und die Möglichkeiten einer Teilhabe am gesellschaftlichen Leben als zu eingeschränkt. 1825 erwarb William Nightingale zusätzlich den Landsitz Embley Park in Hampshire, der zum Hauptwohnsitz der Familie wurde.
Die beiden Töchter wurden zunächst von Gouvernanten erzogen. Ab 1831 übernahm William Nightingale einen großen Teil der Erziehung seiner Töchter. Er unterrichtete sie in Latein, Griechisch, Deutsch, Französisch und Italienisch sowie in Geschichte und Philosophie. Die zusätzlich engagierte Hauslehrerin war für den Unterricht in Zeichnen und Musik zuständig. Parthenope Nightingale war von den beiden Töchtern die musisch talentiertere. Im Sommer 1836 wurde sie am Hofe von Wilhelm IV. vorgestellt, im Sommer danach brach die Familie zu einer anderthalbjährigen Reise durch Europa auf.
Der Charakterunterschied zwischen den beiden Schwestern war von Kindheit an sehr auffällig und ist durch Briefe von Familienmitgliedern und der Hauslehrerin gut dokumentiert. Während Florence Nightingale das von Einladung und Gegeneinladung geprägtes Familienleben als eine Welt bezeichnete, die von pinkfarbenen Satin-Geistern bevölkert sei und in ihren Tagebüchern ihrer wachsenden Verzweiflung über ihr sinnentleertes und banales Leben beschrieb, fühlte sich Parthenope mit dem komfortablen und verhältnismäßig sorgenfreien Leben in Lea Hurst und auf Embley Park sehr wohl. Ihr Vater kommentierte dies mit den Worten, dass Parthenope nicht mehr verlangte als ein gutes Feuer und Fröhlichkeit.

### Zunehmende Konflikte innerhalb der Familie
William und Fanny Nightingale hatten ihrer jüngeren Tochter gestattet, das Ehepaar Bracebridge auf zwei Reisen nach Europa und Ägypten zu begleiten. Parthenope Nightingale reagierte auf die längere Abwesenheit ihrer Schwester mit einer psychischen Erkrankung, die der Historiker Marc Bostridge als monomanisch bezeichnet. Nach den Vorstellungen der Eltern sollte Florence Nightingale nach ihrer Rückkehr aus Ägypten mindestens sechs Monate in der unmittelbaren Nähe ihrer Schwester verbringen. Es zeigte sich jedoch sehr bald, dass dies nicht zu einer Gesundung der älteren Schwester beitrug. Parthenope kritisierte zunehmend, wenn Florence über längere Zeit schwieg oder dass sie Zeit damit verbringe, Kranke in der Umgebung von Lea Hurst oder Embley Park zu besuchen, anstatt die Zeit auf die gesellschaftlichen Verpflichtungen der Familie aufzuwenden. Sie gestattete es dagegen nicht, durch ihre Schwester gepflegt zu werden.

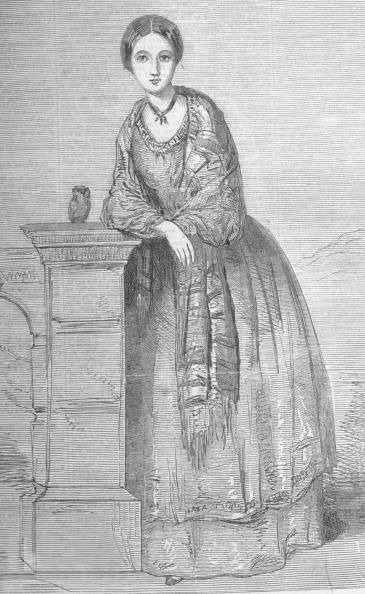
Florence Nightingale im Jahre 1850, links neben ihr der als Haustier gehaltene Steinkauz Athena, den Florence Nightingale in Athen gekauft hatte. Zeichnung von Parthenope Nightingale

Im Frühjahr 1851 wurde der kränkelnden Parthenope Nightingale eine Kur verordnet. Während Fanny und Parthenope sich in Karlsbad aufhielten, durfte Florence mit Zustimmung ihrer Eltern drei Monate in der Kaiserswerther Diakonie verbringen und – so wie sie sich es schon lange gewünscht hatte – sich hier rudimentäre Kenntnisse in der Krankenpflege aneignen. Allerdings legten die Eltern großen Wert darauf, dass die Hospitanz der Tochter auch engen Bekannten der Familie gegenüber geheim gehalten würde. Grund für diese Geheimhaltung war der schlechte Ruf von Krankenpflegerinnen bis zur Mitte des 19. Jahrhunderts. Bei den Pflegekräften, die in der ersten Hälfte des 19. Jahrhunderts in britischen Krankenhäusern arbeiteten, handelte es sich in der Regel um ehemalige Dienstboten oder um Witwen, die keine anderweitige Anstellung fanden und daher gezwungen waren, sich ihr Brot durch diese Arbeit zu verdienen. Nicht besser war das Ansehen der Krankenpflegerinnen, die Kranke in deren Heim pflegten. Charles Dickens karikierte in seinem 1842 bis 1843 erschienenen Roman Martin Chuzzlewit in der Figur der Sairey Gamp eine solche Krankenpflegerin als inkompetent, nachlässig, alkoholabhängig und korrupt. Vorbild seiner Figur war die Pflegerin, die im Haushalt seiner Förderin und Freundin Angela Burdett-Coutts zeitweilig eine erkrankte Bedienstete versorgte. Dickens’ Darstellung empfanden seine Leser als so treffend, dass sich für den schwarzen Regenschirm, den Sairey Gamp gewohnheitsmäßig mit sich herumträgt, der umgangssprachliche Begriff Gamp entwickelte. Tatsächlich verrichteten viele der Pflegerinnen alkoholisiert ihren Dienst und es war gängige Praxis, den Pflegerinnen als Dank für ihre Dienste alkoholische Getränke oder Geld für ihren Kauf zu schenken. Der Ruf, dass insbesondere Krankenpflegerinnen, die während der Nacht arbeiteten, auch sexuelle Wünsche ihrer Patienten erfüllten, stellte den Beruf in die Nähe der Prostitution. Ausschlaggebend für die nur widerwillig gegebene Zustimmung der Eltern war gewesen, dass Florence Nightingale nach der Rückkehr ihrer Reise durch Ägypten und Griechenland in so tiefe Depressionen verfiel, dass ihre Eltern begannen, um ihr Leben zu fürchten. Der Aufenthalt von Florence Nightingale in der Kaiserswerther Diakonie führte dazu, dass die beiden Schwestern nur noch sehr wenig miteinander sprachen oder sich schrieben. In einem Brief an Kardinal Manning behauptete Florence Nightingale zwar, zwischen ihr und ihrer Schwester gäbe es keinerlei Austausch mehr, es sind jedoch einige Briefe aus dieser Zeit erhalten geblieben.
Florence Nightingale begleitete nach ihrem Aufenthalt das Ehepaar Fowler nach Irland, um dort in einem von katholischen Nonnen geleiteten Krankenhaus zu hospitieren. Ihren Besuch musste in Irland musste sie jedoch abbrechen, weil Parthenope in Schottland, wo sie zu Besuch bei der Familie von James Clark war, einen schweren gesundheitlichen Zusammenbruch erlitt. James Clark war der Leibarzt von Queen Victoria und in einem Brief an das Ehepaar Nightingale hielt er fest, dass Parthenope einen feinen Geist besäße, dass von diesem aber Gebrauch zu machen sei, um eine weitere geistige Einschränkung zu verhindern. Ein Brief von Florence an Kardinal Manning beschreibt, dass Clark ihr gegenüber deutlich machte, dass ein weiteres enges Zusammenleben der Schwestern dazu führen können, dass Parthenope sich noch weiter in ihre Monomanie bezüglich ihrer Schwestern hineinsteigern könne und sich Parthenopes Zustand dadurch verschlimmern werde. Aus Sicht von Florence Nightingale drückte sich in Parthenopes Krankheit das Schicksal von Frauen der Mittelschicht aus, die die gesellschaftlichen Konventionen dazu zwangen, ein sinnentleertes Leben zu führen, die sich nur um banale Dinge drehten.
Gegen Ende 1852 gestatteten William und Fanny Nightingale ihrer jüngeren Tochter, ihre Ausbildung in der Krankenpflege fortzusetzen. Im April 1853 übernahm Florence Nightingale die Leitung des Establishments for sick Gentlewoman. Das 1850 gegründete Heim sollte gemäß seinen Gründungsstatuten Frauen aus guter Familie aufnehmen, die sich wegen eines zu geringen Einkommens keine private Pflege während einer langwierigen Erkrankung leisten konnten. Bei den meisten Patientinnen handelte es sich um Gouvernanten, einen der wenigen respektablen Berufe, den eine Frau aus einer der höheren Schichten ergreifen konnte. Nightingale erhielt kein Gehalt; sie lebte von den 500 Pfund, die der Vater ihr als jährliche Rente zahlte. Der Ruf, den das Pflegeheim unter ihrer Leitung erhielt, führte dazu, dass Nightingale bereits 1854 als Leiterin der Krankenpflegerinnen im King’s College Hospital im Gespräch war. Bevor sie diese Aufgabe übernahm, wurde Florence Nightingale jedoch von Sidney Herbert damit beauftragt, bei der Versorgung verletzter britischer Soldaten des Krimkriegs Unterstützung zu leisten. Sie sollte eine Gruppe von Pflegerinnen leiten, die in Scutari (Üsküdar) im zentralen Militärkrankenhaus der britischen Truppen (Selimiye-Kaserne) die Verletzten und Erkrankten betreute.

### Krimkrieg
Florence Nightingales Auftrag, in Scutari die verletzten und kranken Soldaten zu pflegen, gab Parthenope Nightingale gleichfalls eine Aufgabe. Sie unterstützte vor der Abreise Florence bereits bei der Auswahl geeigneter Krankenpflegerinnen. Bereits im Oktober 1854, nachdem Nightingale offiziell die Leitung der britischen Pflegerinnen übertragen worden war, waren in britischen Zeitungen und Journalen Berichte über sie erschienen, die die Historikerin Helen Rappaport als hagiografisch und Mark Bostridge einen für die Öffentlichkeit akzeptablen Gegenentwurf zum „Engel im Haus“, dem vom Literat Coventry Patmore geschaffenen Bild einer perfekten Ehefrau und Mutter, bezeichnet.

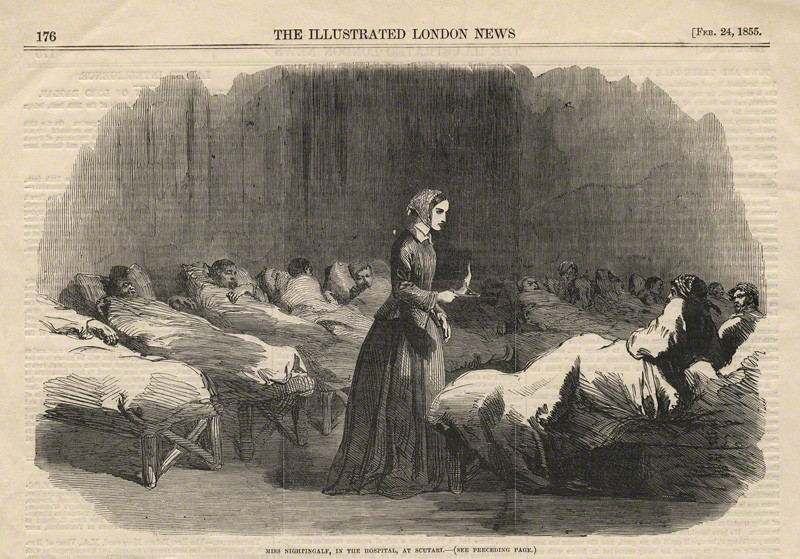
Illustration der Illustrated London News vom 24. Februar 1855

Am 24. Februar 1855 erschien in den London Illustrated News eine Darstellung von Nightingale, wie sie während der Nacht mit einer Lampe in der Hand ihre Patienten auf den Stationen besucht. Diese Darstellungsweise, die in den folgenden Wochen und Monaten bildlich und sprachlich immer wieder aufgegriffen wurde, entwickelte sich zu einem Teil ihres persönlichen Mythos und wurde zur Metapher für ein Ideal christlicher Weiblichkeit, das sie in den Augen der Öffentlichkeit repräsentierte. Die wenigen kritischen oder spöttischen Äußerungen, die unter anderem im Satiremagazin Punch erschienen, verhallten weitgehend ohne Resonanz: Nightingale erreichte im Verlauf des Jahres 1855 in Großbritannien eine Bekanntheit, die nur von Königin Victoria übertroffen wurde. Sowohl Fanny als auch Parthenope Nightingale genossen den wachsenden Ruhm von Florence. Von Queen Victoria wurden sie eingeladen, um an einer Parade einiger von der Krim zurückkehrenden Truppen teilzunehmen. Im Frühjahr 1855 folgten sie einer Abendeinladung von Richard Monckton Milnes und waren dort der Mittelpunkt der Gesellschaft. Selbst Charles Dickens und William Makepeace Thackeray erkundigten sich bei ihnen nach Florence und ihrer Arbeit.
Parthenope Nightingale unterstützte ihre Schwester von Großbritannien aus. Mark Bostridge verweist auf die immense Arbeitslast, die Parthenope übernahm und der sie sich mit nicht nachlassender Intensität widmete. Als Florence Nightingale Großbritannien verließ, gab es noch zwischen fünfzig und sechzig Bewerbungen für eine der Krankenpflegestellen, die zu beantworten war. Kurz nach Florence Nightingales Abreise trafen weitere 300 Briefe ein, im Verlauf der kommenden Monaten pendelte sich dies auf 12 bis 13 Briefe pro Tag ein, die alle von Parthenope Nightingale beantwortet wurden. Daneben sammelte Parthenope jeden Zeitungsartikel, der über Florence Nightingales Arbeit in Scutari berichtete, und schickte Rundbriefe an Familienmitglieder, Freunde und Bekannte sowie die Berichte von Soldaten, die in Scutari gepflegt worden waren. Im Dezember 1854, als Königin Victoria in einem Brief an die Ehefrau von Sidney Herbert darum bat, dass man den Patienten in Scutari mitteile, welchen Anteil sie persönlich an ihrem Wohlergehen nehme, begriff Parthenope Nightingale als erste den Wert dieser Unterstützung durch das britische Königshaus und arrangierte, dass er in der Öffentlichkeit bekannt wurde. Im Sommer und Herbst 1855 war das Krankenhaus in Scutari zu einem großen Teil mit leichteren Krankheitsfällen und Rekonvaleszenten belegt. Während Florence sich noch von der schweren Erkrankung erholte, die sie sich im Frühsommer 1855 während eines Besuches der Lazarette auf der Krim zugezogen hatte, richtete sie für die Soldaten ein Café in der Nähe des Krankenhauses ein, ließ im Krankenhaus Leseräume einrichten und organisierte Vortragsreihen, Musikabende und Theateraufführungen. Ihre Schwester Parthenope organisierte in Großbritannien dafür Schreibmaterial, Unterhaltungsspiele, Fußbälle, Bücher, Musiknoten und ähnliches.

### Heirat mit Sir Harry Verney

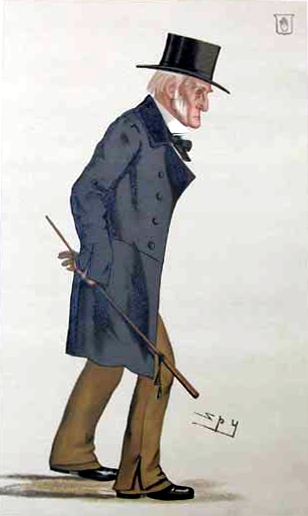
Sir Verney (in einer Karikatur von Leslie Ward, erscheinen im Juli 1882 in Vanity Fair)

Florence Nightingale zog nach ihrer Rückkehr nicht zu ihrer Familie zurück, sondern lebte zunächst im Hotel Burlington im Londoner Westend. Dort versuchte in der zweiten Jahreshälfte 1857 mehrfach der liberale Politiker Sir Harry Verney, zu der erkrankten Florence Nightingale vorgelassen zu werden. Er wollte damit einen Wunsch seiner kürzlich verstorbenen Ehefrau erfüllen, dass ihre gemeinsame Tochter eine Chance bekäme, Florence Nightingale persönlich kennenzulernen. Sein Wunsch wurde wegen Florences Gesundheitszustand abgelehnt. Er war jedoch zunehmend häufiger bei der Familie Nightingale auf Embley Park zu Gast, die er bereits früher durch den preußischen Botschafter Christian von Bunsen kennengelernt hatte. Seine Besuche waren dort willkommen, nicht zuletzt, weil er zunehmend heftiger um Parthenope warb. Ihm war sehr wohl bewusst, dass Parthenope gesundheitlich angegriffen war, jedoch erinnerte ihn vieles an seine verstorbene Ehefrau. Nach einigem Zögern stimmte Parthenope im Mai 1858 der Heirat zu. Florence Nightingale, die Sir Harry Verney anfangs skeptisch gegenüberstand, begann ihn zunehmend zu schätzen. Er wurde für sie zu einem Gesprächspartner in nahezu allen Reformen, in die sie involviert war. Sir Verney wurde außerdem Mitglied des Verwaltungsrates der Nightingale School of Nursing.
Parthenope Nightingales zukünftige Stiefkinder standen der Heirat skeptisch gegenüber. Bei der 15-jährigen Emily verwechsele Parthenope Scheu mit Abneigung, versicherte Sir Harry seiner zukünftigen Ehefrau. Sein Sohn dagegen warnte ihn davor, dass Parthenope sich als so willensstark wie ihre Schwester Florence herausstellen könne. Das Verhältnis zu seiner Stiefmutter verbesserte sich nach der Heirat jedoch deutlich.
Parthenope Verney begann nach der Hochzeit den Familiensitz Claydon House zu renovieren und umzubauen und verwendete dafür einen Teil ihrer Mitgift. Mit der Heirat verschwanden die psychosomatischen Beschwerden, unter denen sie zuvor gelitten hatte. Sie war wesentlich damit beschäftigt, den großen Haushalt zu führen, und Sir Verney erwartete von ihr, dass sie an seinen politischen Vorhaben Anteil nehme. Nach der Hochzeit begann sie ihre schriftstellerische Karriere. Ihr Gesamtwerk umfasst fünf Romane, mehrere historische Veröffentlichungen und eine Reihe von Artikel zu sozialen und religiösen Fragen ihrer Zeit. Es ist sehr wahrscheinlich, dass Parthenope Verney auch mit einer Biografie Florence Nightingales begann. Darauf verweisen zahlreiche Briefe auf dieser Zeit und es ist ein erster Entwurf erhalten, der jedoch mit dem Beginn des Krimkrieges endet.

### Die letzten Jahre
William Nightingale verstarb im Jahre 1874, seine Frau Fanny zeigte zu dem Zeitpunkt bereits Anzeichen von Altersdemenz. Entsprechend den Testamentsbestimmungen erbte sowohl den Familiensitz in Lea Hurst sowie Embley Park ein Sohn von William Nightingales Schwester. Offen war damit die Frage, wo zukünftig Fanny Nightingale leben sollte, die auf die veränderte Situation mit zunehmender Verwirrtheit reagierte. Gemeinsam mit ihrer Mutter lebte Florence Nightingale zunächst für einige Wochen im Claydon House. Parthenope Verney war auf Grund ihrer eigenen Erkrankung, vermutlich Arthritis und Rheuma, außer Stande, ihre Mutter zu versorgen. Es war schließlich der Neffe, William Shore Smith, der Fanny Nightingale in Lea Hurst und London ein neues Zuhause bot. Fanny Nightingale starb schließlich zu Beginn des Jahres 1880.
Florence Nightingale war weiterhin regelmäßiger Gast in Claydon House, wo Parthenope und Sir Verney ihren Wunsch nach Zurückgezogenheit akzeptierten. Gegen Ende von 1882 verschlechterte sich der Gesundheitszustand von Parthenope Verney dramatisch. Zusätzlich zu Rheuma und Arthritis litt sie an Krebs im Anfangszustand. Margaret Verney, ihre Stiefschwiegertochter, übernahm ihre Pflege. Nach einer leichten Verbesserung ihres Gesundheitszustands setzte sie gemeinsam mit Margaret ihre Arbeit an der Familiengeschichte der Verneys fort. 1885 war der erste Band der Memoirs of the Verney Family during the Civil War fertig und wurde Sir Harry anlässlich seines 88. Geburtstag überreicht. Parthenope Verney litt häufig unter sehr starken Schmerzen, die sie zunehmend in ihrer Persönlichkeit veränderte. Das Verhältnis zwischen den beiden Schwestern verbesserte sich dagegen. Im Dezember 1888 schrieb Florence an ihre ältere Schwester: [Ich] trauere, dass es Dir so schlecht geht und endete den Brief mit den Worten: Liebe Pop, ich denke ununterbrochen an Dich… Parthenope starb schließlich am 12. Mai 1890 im Claydon House.

## Nachwirkung und Quellen

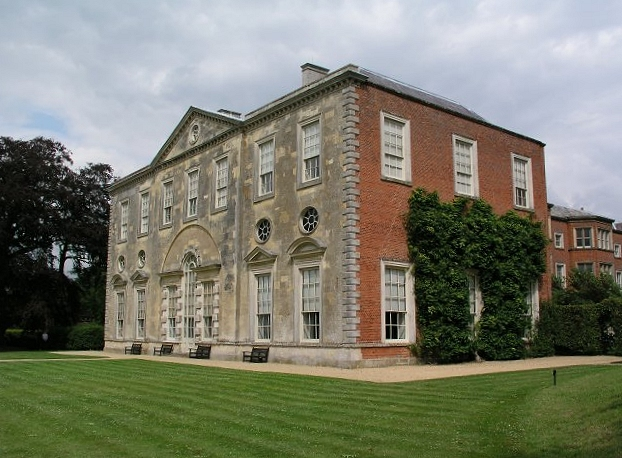
Claydon House von Südwesten gesehen

Frances Parthenope Nightingale ist in der heutigen Zeit vor allem wegen ihrer Verwandtschaft mit Florence Nightingale bekannt. Die umfangreiche Sammlung von Unterlagen, die das Leben von Florence Nightingale zu einem der am besten dokumentierten des viktorianischen Zeitalters machen, ist zum Teil auf Parthenope zurückzuführen. Diese kam dem Wunsch ihrer Schwester nicht nach, Teile ihrer Korrespondenz zu vernichten. Neben der umfangreichen Sammlung an Unterlagen, die in der British Library aufbewahrt wird, gibt es daher eine weitere im Claydon House, in der Briefe von Florence Nightingale an ihre Eltern und ihre Schwester sowie ein Teil der Korrespondenz der Nightingale-Familie über einen Zeitraum von mehr als 100 Jahren aufbewahrt wird.
Alle wesentlichen Biografien zu Florence Nightingale des 20. Jahrhunderts gehen auch auf ihre Familienmitglieder ein. Dazu zählt auch die erste wichtige Biografie, die 1913 erschienene Biografie von Edward Tyas Cooks, die mit der traditionellen Darstellungsweise von Florence Nightingale als Engel der Barmherzigkeit brach. In einem Brief an Margaret Verney, der Schwiegertochter von Nightingales Schwester Parthenope, schloss Cook nicht aus, dass er möglicherweise die schwierigeren Seiten von Nightingales Charakter überbetont habe. Er hätte aber Wert darauf gelegt, sich möglichst weit von dem sentimentalisierenden Biografien abzugrenzen, die Nightingale zu einer „Gipsheiligen“ hätten werden lassen. Sehr offen thematisierte er das angespannte Verhältnis zwischen Florence, Parthenope und Fanny Nightingale. Im Herbst 1950 erschien Cecil Woodham-Smiths Nightingale-Biografie, für die sie neun Jahre lang recherchiert hatte und die sich um eine neutralere Darstellung Florence Nightingales bemühte. Mark Bostridges 2008 veröffentlichte Biografie, in der Parthenope Nightingale ebenfalls breiten Raum einnimmt, gilt als die erste bedeutende seit der von Cecil Woodham Smith. Sie wurde vom Wall Street Journal zu einem der besten Bücher des Jahres 2008 gewählt und 2009 mit dem Elizabeth Longford Preis ausgezeichnet.